# Michael Winters
Michael Winters (Hartford, 21 febbraio 1945) è un attore statunitense.
Winters è principalmente conosciuto per il ruolo di Taylor Doose nel serial televisivo statunitense Una mamma per amica. Prima del suo ruolo ricorrente in Una mamma per amica Winters aveva interpretato dozzine di ruoli minori in altri importanti serie televisive come Ally McBeal, Days of Our Lives, NYPD Blue, Law & Order, Frasier, Mr. & Mrs. Smith, Quell'uragano di papà, La tata, Friends, The Practice, The Guardian, Dharma & Greg e Providence.

## Filmografia parziale

### Televisione
- Mr & Mrs. Smith - serie TV, episodio 1x12 (1996)
- Ally McBeal - serie TV, 3 episodi (1997-1998)
- Friends - serie TV, episodio 5x08 (1998)
- Dharma & Greg - serie TV, episodio 2x20 (1999)
- Una mamma per amica (Gilmore Girls) - serie TV, 53 episodi (2000-2007)
- Law & Order - I due volti della giustizia (Law & Order) - serie TV, episodio 10x21 (2000)
- The Practice - Professione avvocati (The Pratice) - serie TV, episodio 7x11 (2003)
- Frasier - serie TV, episodio 10x18 (2003)
- NYPD - New York Police Department - serie TV, episodio 10x19 (2003)
- Una mamma per amica - Di nuovo insieme (Gilmore Girls: A Year in the Life) - serie TV, 3 episodi (2016)

## Doppiatori italiani
Nelle versioni in italiano delle opere in cui ha recitato, Michael Winters è stato doppiato da:
- Giovanni Petrucci in Una mamma per amica, Una mamma per amica - Di nuovo insieme
- Raffaele Fallica in Ally McBeal (ep. 1x06)
- Bruno Slaviero in Ally McBeal (ep. 1x12, 1x18)
- Claudio Fattoretto in Friends